# 黃天鬻
黄天鬻（？—1604年），字士选，號性初，福建漳州府海澄縣人，明朝政治人物。

## 生平
万历三十一年（1603年）癸卯科福建乡试舉人，萬曆三十二年（1604年）聯捷甲辰科进士，刑部觀政，未授官卒。